# .biz
A .biz egy internetes legfelső szintű tartomány kód, melyet 2001-ben hoztak létre kereskedelmi vállalatoknak. A .biz kód a business angol szó első szótagjának fonetikus átírásából származik. A végződést a már létező .com alternatívájának szánták.